# Unimpresa Romania
Unimpresa Romania (Unione della Imprese Italiane în România) este o organizație patronală din România.
A fost înființată în anul 2003 și a fost recunoscută ca patronat de Guvernul României în octombrie 2004.
Are ca scop reprezentarea societăților italiene care operează pe întreg teritoriul țării, în fața instituțiilor și la toate nivelurile.
În anul 2009, Unimpresa avea aproape 700 de asociați care ofereau peste 130.000 de locuri de muncă.
În anul 2005, Italia era primul partener comercial al României, schimburile comerciale dintre cele două țări ridicându-se la 9,3 miliarde euro.